# Neea robusta
Neea robusta är en underblomsväxtart som beskrevs av Julian Alfred Steyermark. Neea robusta ingår i släktet Neea och familjen underblomsväxter. Inga underarter finns listade i Catalogue of Life.